# 황색 리본을 한 여자
《황색 리본을 한 여자》(黃色 리본을 한 女子, 영어: She Wore A Yellow Ribbon)는 미국에서 제작된 존 포드 감독의 1949년 드라마, 서부 영화이다. 존 웨인 등이 주연으로 출연하였고 머리안 C. 쿠퍼 등이 제작에 참여하였다. 영화 《아파치요새》, 《리오 그란데》와 함께 존 포드의 "기병 삼부작" 중 하나로, 그 중 두 번째 작품이다.

## 출연

### 주연
- 존 웨인
- 조안느 드루

### 조연
- 존 아걸
- 벤 존슨
- 해리 커리 쥬니어
- 빅터 매클래글렌
- 밀드레드 너튁

## 기타
- 원작자: 제임스 워너 벨라
- 제작팀장: Lowell J. Farrell
- 미술: 제임스 바세비
- 의상: 마이클 마이어스
- 의상: 앤 펙